# Ноєнштайн (Гессен)
Ноєнштайн (нім. Neuenstein) — сільська громада в Німеччині, знаходиться в землі Гессен. Підпорядковується адміністративному округу Кассель. Входить до складу району Герсфельд-Ротенбург.
Площа — 64,84 км2. Населення становить 3129 ос. (станом на 31 грудня 2020).

## Географія

### Розташування
Громада лежить у гірському масиві Кнюльгебірге (Knüllgebirge) у водозбірному басейні річки Гайзбах, яка піднімається тут і лише за 10 км звідси, у Бад-Герсфельді, впадає у Фульду.

## Галерея

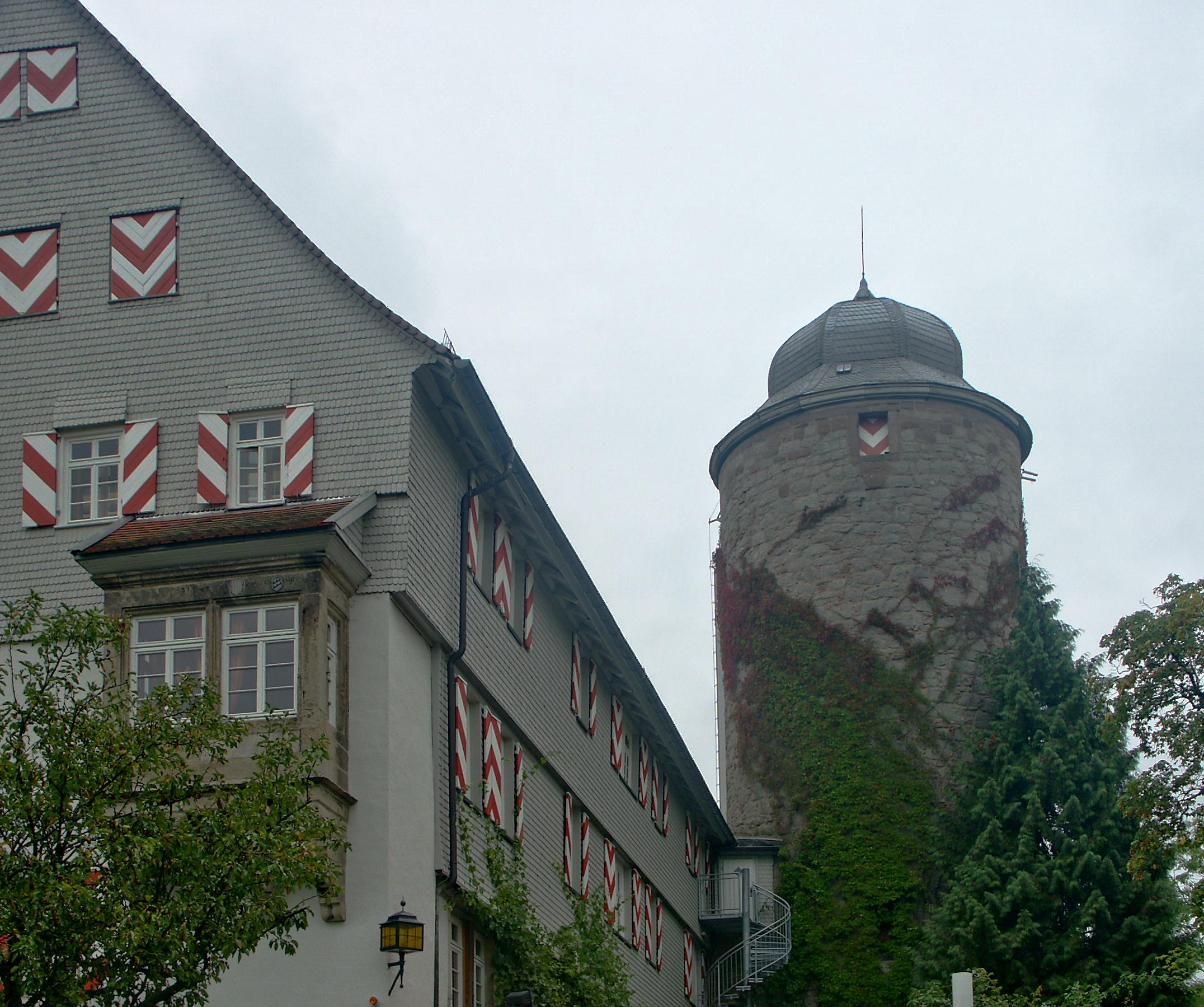
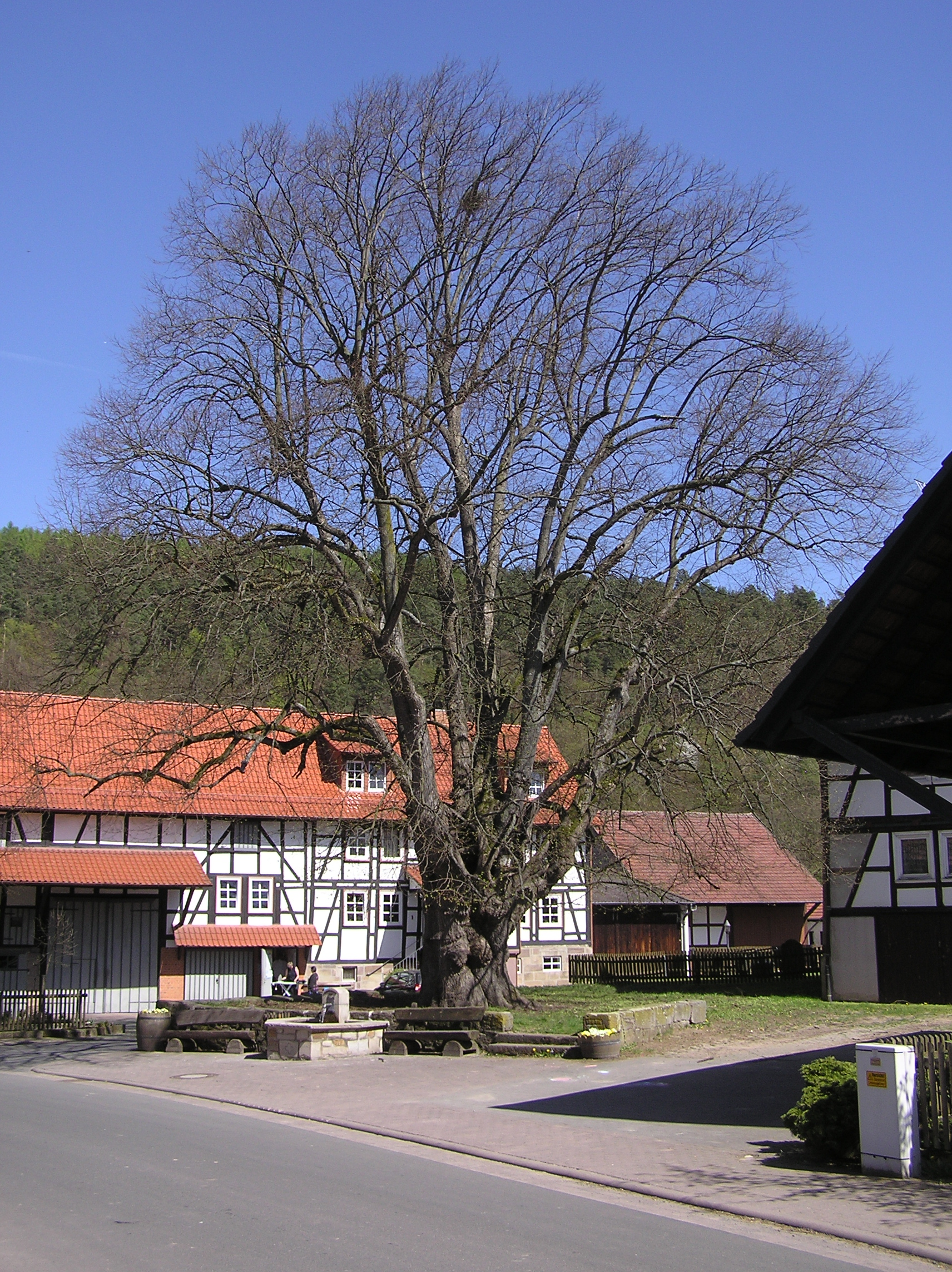